# 加藤幸四郎
加藤 幸四郎（かとう こうしろう、1910年 - 1992年8月21日）は、ロシア料理店スンガリーの創業者。音楽プロデューサー。

## 生涯
1910年、京都府にて津田幸四郎として生まれる。ハルピン学院出身。1935年に加藤淑子と結婚し、加藤姓を名乗る。満州国の特務機関員をしていたとの情報がある。ハルビン交響楽団の事務局長を務める。
1945年の終戦の後、日本に帰国する。一時期、日本マーキュリーレコードに勤務する。マネージャーとして藤島桓夫の担当を担う。藤田まことの芸名の名づけ親となる。美空ひばりのオーディションに立ち会うが、年少という理由で保留にし、美空ひばりの所属が日本コロムビアとなる。
1957年、東京新橋にて、ロシア料理店『スンガリー』を創業する。『スンガリー』は、ハルピンの川である松花江の満州語起源のロシア語表記 Сунгари による。当時の料理長は、白系ロシア人であり、ロシア人女性がウェートレスとして働いていた。1958年には、『スンガリー』は京橋に移転し、1960年には、新宿に移転することとなる。
また、1961年に新橋に設立された飛行館スタジオ（渡辺プロダクションの関連会社）では、支配人を務めている。
1965年、娘の登紀子のアマチュアシャンソンコンクールに、父親である幸四郎が書類を出す。加藤登紀子が優勝し、翌年に歌手デビューを果たす。1967年には、スンガリー新宿東口店が実現する。1972年、京都に『キエフ』をオープンさせる。『日本ロシア料理店協会』の設立に関わる。
1992年、82歳で死去する。遺骨は、『スンガリー』の名の起源である『松花江』に散骨された。